# 2014年阿布哈茲政治危機
2014年阿布哈茲政治危機發生於2014年5月，時任阿布哈茲總統亞歷山大·安克瓦布容許喬治亞人取得阿布哈茲投票權與護照的政策引起民眾不滿，5月27日，上萬名抗爭群眾聚集於首都蘇呼米街頭，部分群眾於反對派領袖劳尔·哈津巴帶領下衝入並佔領了安克瓦布的總統辦公室，使後者逃至家鄉古達烏塔，並稱這起抗爭是一起「武裝政變」。
翌日阿布哈茲人民議會宣佈任命人民議會議長瓦列里·布甘巴代理總統職務，並宣布總統選舉將提前於同年8月24日舉行。安克瓦布於6月1日宣布以「維護國家穩定」為由辭去總統職務。總統選舉的結果為哈津巴以些微過半的得票率當選新任阿布哈茲總統。

## 註腳
1. ↑  阿布哈茲的地位存有爭議。它認為自己是一個獨立國家，但是只有極少數國家承認。格鲁吉亚政府及世界上絕大多數國家認為阿布哈茲是格魯吉亞的一部分。在格魯吉亞的行政區劃中，阿布哈茲是一個自治共和国。